# Egy komisz kölyök naplója
Az Egy komisz kölyök naplója 2013-ban indult magyar televíziós rajzfilmsorozat, amelyet Gyulai Líviusz rendezett. A sorozatot – mely az NMHH Médiatanács Magyar Média Mecenatúra programjában, a Macskássy Gyula-pályázaton kapott több ízben támogatást – Magyarországon az M2 tűzte műsorra. A történet az Egy komisz kölök naplója (A Bad Boy's Diary) című amerikai humoros regény alapján készült, amelynek írója Metta V. Victor és 1918-ban jelent meg először magyar nyelven. A mű eredete sokáig rejtély volt, mivel nem tüntette fel a szerzőjét az Uránia Könyvkiadó. A könyvet Karinthy Frigyes fordította.

## Ismertető
Élnek kisgyerekek, akik nagyon szegények és az életük emiatt nagyon nehezen megy. A kisgyerekek szobafogságra lettek ítélve és ezért nagyon unatkoznak. Csupán a tavaly karácsonyra kapott játékaikkal játszanak egymagukban. De a komoly szerencse az, hogy nem tart semmi sem örökké, így tehát természetesen a szobafogság sem. Komisz kis barátunk így hát eljut még a cirkuszba is.

## Epizódok
1. Naplót kap
2. Fifi
3. A szökés
4. Betty néninél
5. A léghajó
6. Sam bácsi
7. Niagara
8. Az intézetben
9. Mikulás-csapda
10. Költözés
11. Az új otthonban
12. Zűrös ünnepek
13. Bolhacirkusz